# بازار ریسمانیان
بازار ریسمانیان مربوط به دورهٔ رضاشاه پهلوی است و در یزد، خیابان قیام واقع شده‌است. این اثر در تاریخ ۱۷ اسفند ۱۳۸۱ با شمارهٔ ثبت ۷۷۹۰ به‌عنوان یکی از آثار ملی ایران به ثبت رسیده است.